# شطرنجی کمیاب
شطرنجی کمیاب (نام علمی: Euphydryas maturna) نام یک گونه از سرده پروانه‌های شطرنجی است.